# Нерпіо
Нерпіо (ісп. Nerpio) — муніципалітет в Іспанії, у складі автономної спільноти Кастилія-Ла-Манча, у провінції Альбасете. Населення — 1499 осіб (2010).
Муніципалітет розташований на відстані близько 280 км на південний схід від Мадрида, 100 км на південь від Альбасете.
На території муніципалітету розташовані такі населені пункти: (дані про населення за 2010 рік)
- Бег: 60 осіб
- Віскабле: 43 особи
- Каньядас: 53 особи
- Каса-де-ла-Кабеса: 2 особи
- Ла-Дееса: 109 осіб
- Лос-Чорретітес-де-Абахо: 22 особи
- Хутія: 8 осіб
- Уебрас: 34 особи
- Нерпіо: 776 осіб
- Педро-Андрес: 291 особа
- Туррілья: 27 осіб
- Єтас: 74 особи

## Демографія
Динаміка населення (INE ):

## Галерея зображень

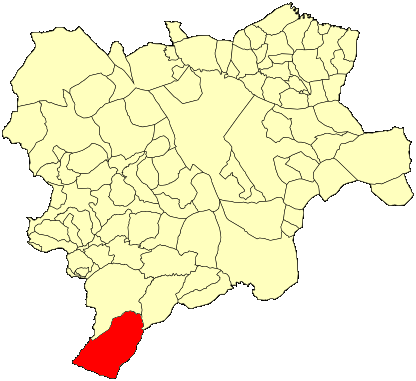
Розташування муніципалітету у провінції Альбасете
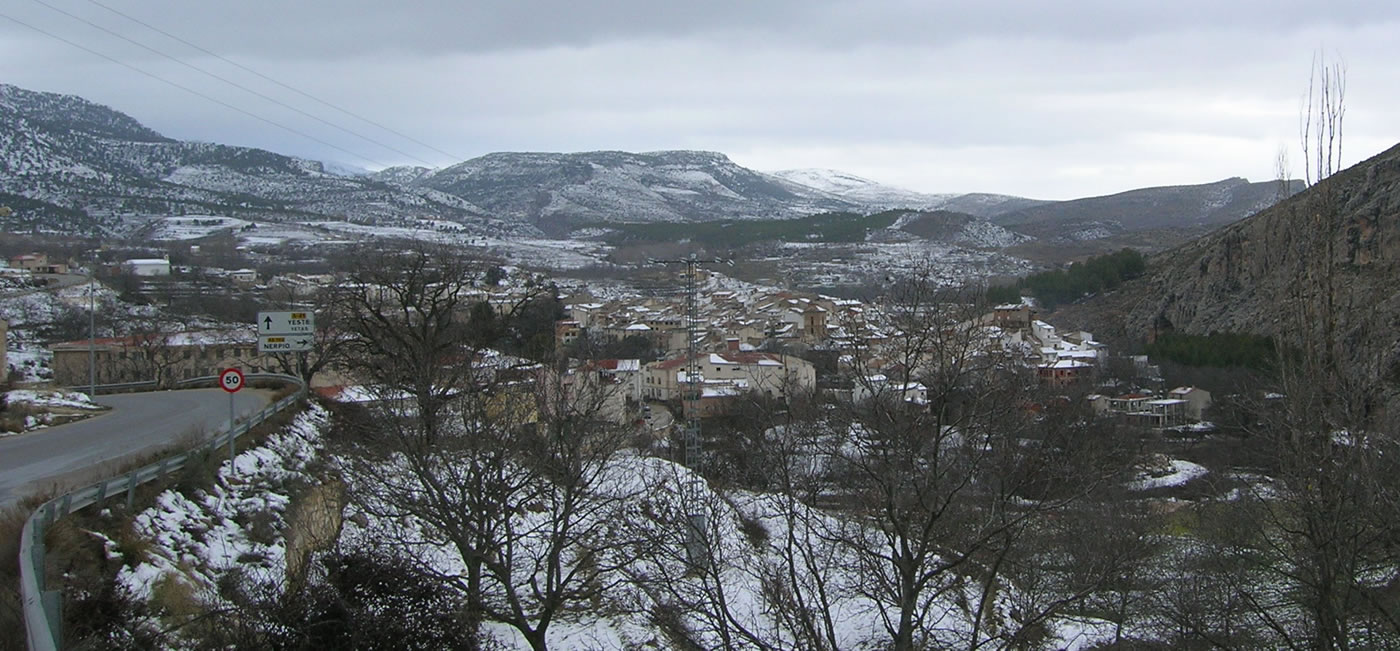
Панорама
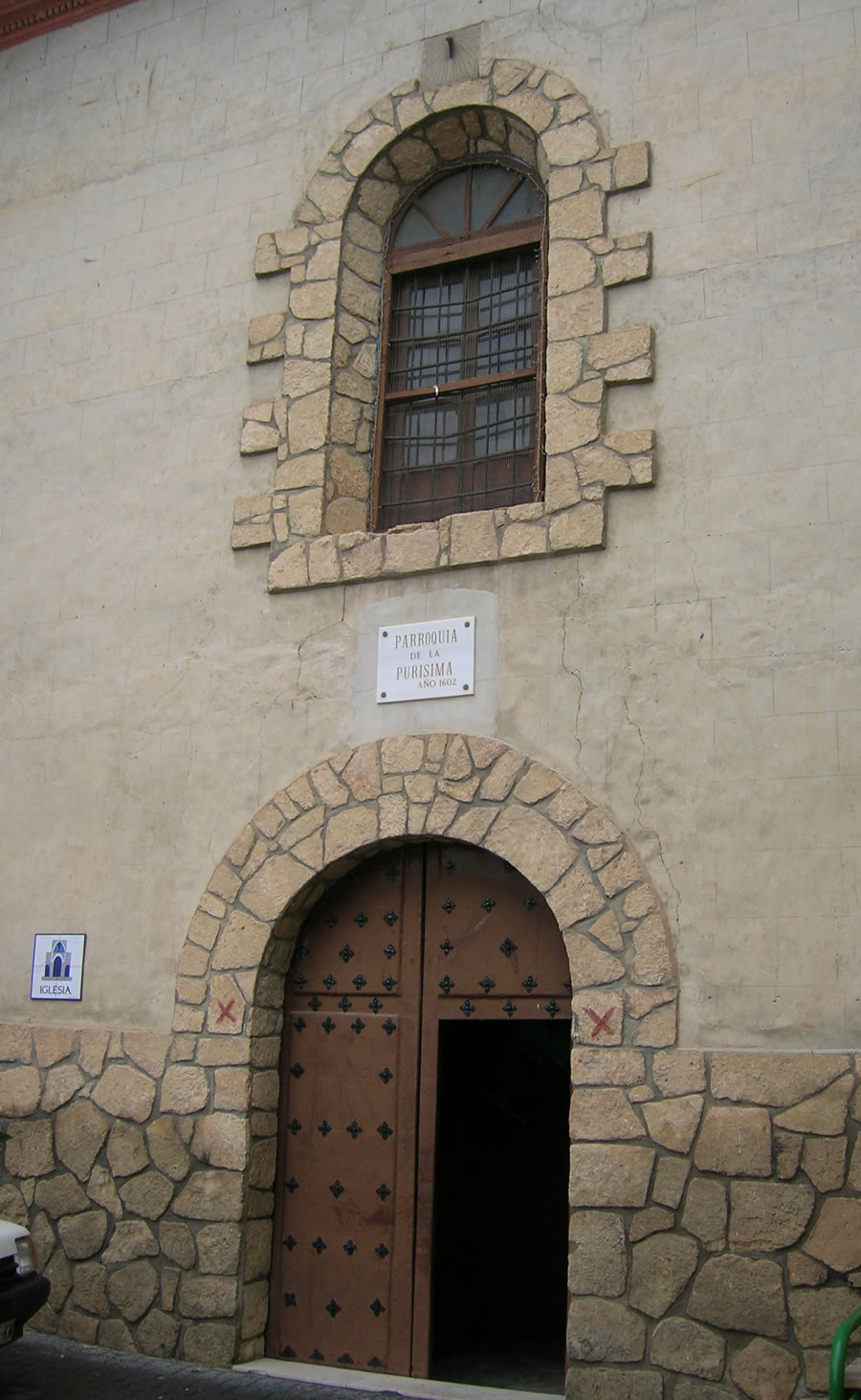
Парафіяльна церква Ла-Пурісіма (1602)